# ميغيل بابون
ميغيل بابون (بالإسبانية: Miguel Pabón)‏ هو لاعب كرة قدم أرجنتيني في مركز الهجوم، ولد في 16 يوليو 1995 في Pehuajó Partido ‏ في الأرجنتين. لعب مع ديبورتيفو إسبانول.

## وصلات خارجية
- ميغيل بابون على موقع قاعدة بيانات كرة القدم.إي يو (الإنجليزية)
- ميغيل بابون على موقع Soccerway.com (الإنجليزية)